# Liste der Biografien/Sus
Liste der Biografien |
Portal Biografien |
Personensuche
# |
A |
B |
C |
D |
E |
F |
G |
H |
I |
J |
K |
L |
M |
N |
O |
P |
Q |
R |
S |
T |
U |
V |
W |
X |
Y |
Z |
?
 
Sa |
Sb |
Sc |
Sd |
Se |
Sf |
Sg |
Sh |
Si |
Sj |
Sk |
Sl |
Sm |
Sn |
So |
Sp |
Sq |
Sr |
Ss |
St |
Su |
Sv |
Sw |
Sy |
Sz
 
Sua |
Sub |
Suc |
Sud |
Sue |
Suf |
Sug |
Suh |
Sui |
Suj |
Suk |
Sul |
Sum |
Sun |
Suo |
Sup |
Suq |
Sur |
Sus |
Sut |
Suu |
Suv |
Suw |
Sux |
Suy |
Suz
Die Liste der Biografien führt alle Personen auf, die in der deutschsprachigen Wikipedia einen Artikel haben. Dieses ist eine Teilliste mit 319 Einträgen von Personen, deren Namen mit den Buchstaben „Sus“ beginnt.

## Sus
- Sus, Daniel (* 1976), deutscher Komponist
- Süs, Gustav (1823–1881), deutscher Maler und Illustrator
- Sus, Martin (* 1989), tschechischer Fußballspieler
- Sus, Martin (* 1990), tschechischer Fußballspieler
- Süs, Otto (1830–1904), deutscher Beamter und Politiker, MdR
- Sus, Stepan (* 1981), ukrainischer Geistlicher und Kurienbischof im ukrainisch griechisch-katholischen Großerzbistum Kiew-Halytsch
- Süs, Wilhelm (1861–1933), deutscher Maler, Graphiker und Keramiker

### Susa
- Susa, Charlotte (1898–1976), deutsche SchauspielerinCharlotte Susa (1898–1976)

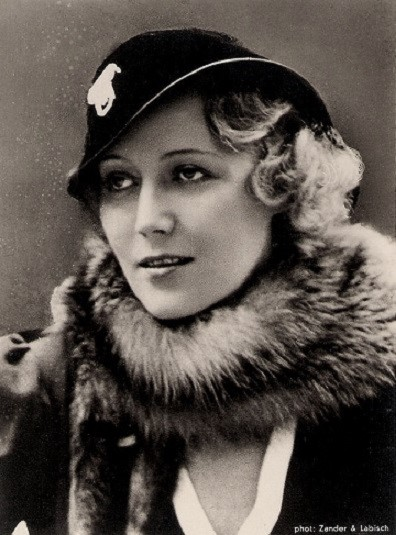
Charlotte Susa (1898–1976)

- Susa, Conrad (1935–2013), US-amerikanischer Komponist
- Susa, Jens Christian (* 1969), deutscher Filmproduzent und Executive Producer
- Susa, Katsuaki (* 1984), japanischer Boxer
- Sušac, Adam (* 1989), kroatischer Fußballspieler
- Susac, John O. (1940–2012), US-amerikanischer Neurologe und Neuroophthalmologe
- Susaeta, Markel (* 1987), spanischer Fußballspieler
- Susaimanickam, Jebalamai (* 1945), indischer Geistlicher und römisch-katholischer Bischof von Sivagangai
- Susainathan, Joseph (* 1964), indischer römisch-katholischer Geistlicher, Weihbischof in Bangalore
- Susairaj, Antonysamy (* 1951), kambodschanischer Priester, emeritierter Apostolischer Präfekt von Kompong-Cham
- Susajew, Salman (1911–1981), israelischer Politiker, Knessetabgeordneter und Unternehmer
- Šušak, Gojko (1945–1998), kroatischer Verteidigungsminister
- Šušak, Ivo (* 1948), kroatischer Fußballtrainer
- Susak, Milan (* 1984), australischer Fußballspieler
- Susaki, Yui (* 1999), japanische Ringerin
- Susan, Camillo Valerian (1861–1959), österreichischer Lyriker, Essayist und Kritiker
- Susana (1916–2010), Schweizer Flamencotänzerin, Tanzlehrerin und Choreografin
- Susana (* 1984), niederländische Trance-Sängerin
- Sušánek, Josef (1896–1945), tschechoslowakischer freiwilliger Feuerwehrmann, Kommandeur der Bezirksfeuerwehr Slaný und ein von den Gestapo gemartert Widerstandskämpfer
- Sušanj, Luciano (1948–2024), jugoslawischer Leichtathlet
- Susann, Jacqueline (1918–1974), US-amerikanische Schauspielerin und SchriftstellerinJacqueline Susann (1918–1974)

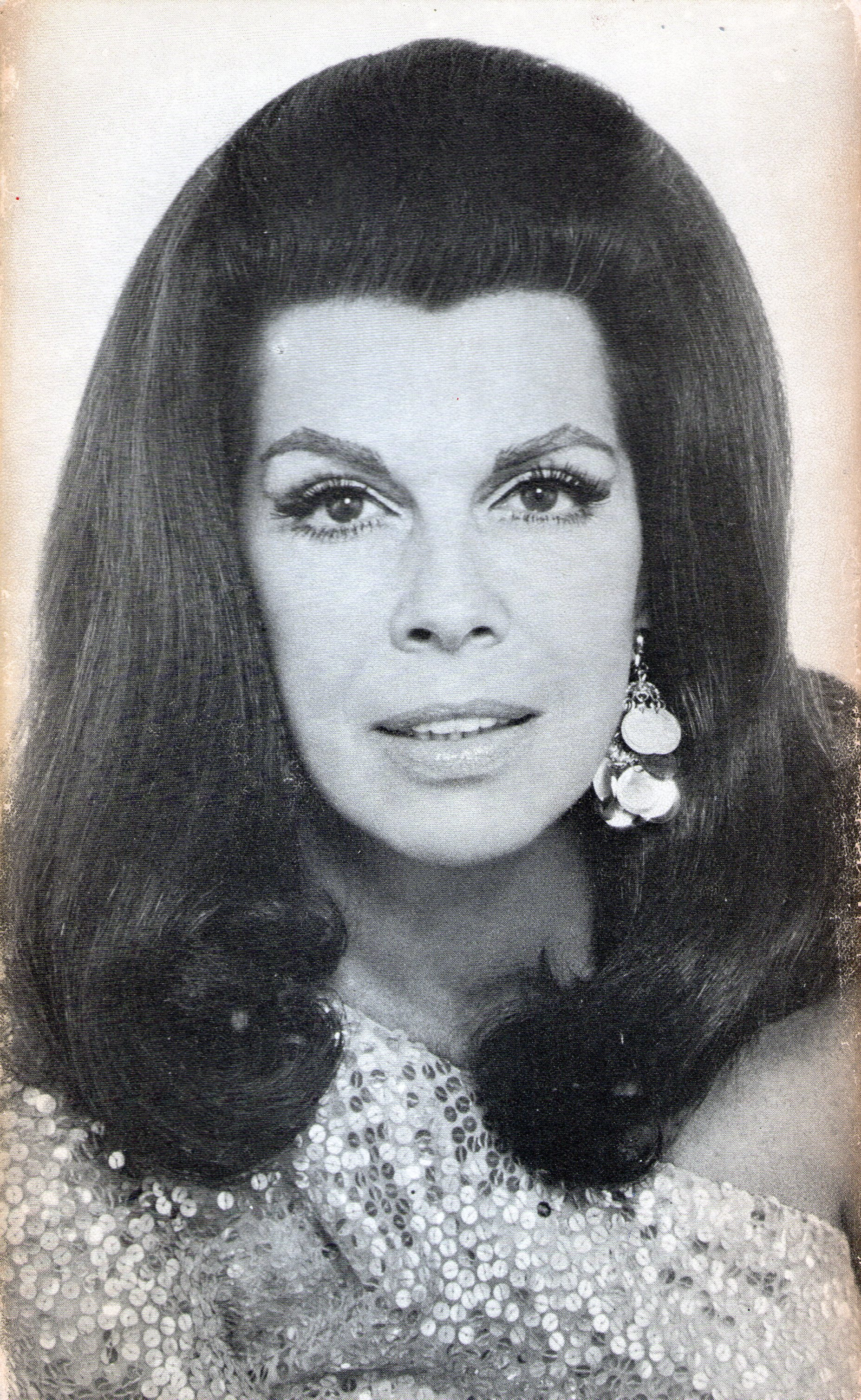
Jacqueline Susann (1918–1974)

- Susanna Margarethe von Anhalt-Dessau (1610–1663), Prinzessin von Anhalt-Dessau, durch Heirat Gräfin von Hanau
- Susanna von Bayern (1502–1543), Markgräfin von Brandenburg-Kulmbach, Kurfürstin von der Pfalz
- Susanti, Susi (* 1971), indonesische Badmintonspielerin
- Susanto Njoto, Albertus (* 1976), chinesischer Badmintonspieler (Hongkong)
- Susanto, Agus, indonesischer Badmintonspieler
- Susanto, Debby (* 1989), indonesische Badmintonspielerin
- Susanto, Hermawan (* 1967), indonesischer Badmintonspieler
- Susanto, Tonton (* 1972), indonesischer Radrennfahrer
- Susanu, Viorica (* 1975), rumänische Ruderin
- Susat, Alberto (1898–1977), italienischer Kunstmaler und Restaurator
- Susato, Tielman, franko-flämischer Komponist und Musikverleger der Renaissance

### Susc
- Suschinski, Maxim Jurjewitsch (* 1974), russischer Eishockeyspieler
- Suschitzky, Peter (* 1941), britischer Kameramann
- Suschitzky, Wolfgang (1912–2016), österreichisch-britischer Kameramann
- Suschka, Hubert (1925–1986), deutscher Schauspieler und SynchronsprecherHubert Suschka (1925–1986)

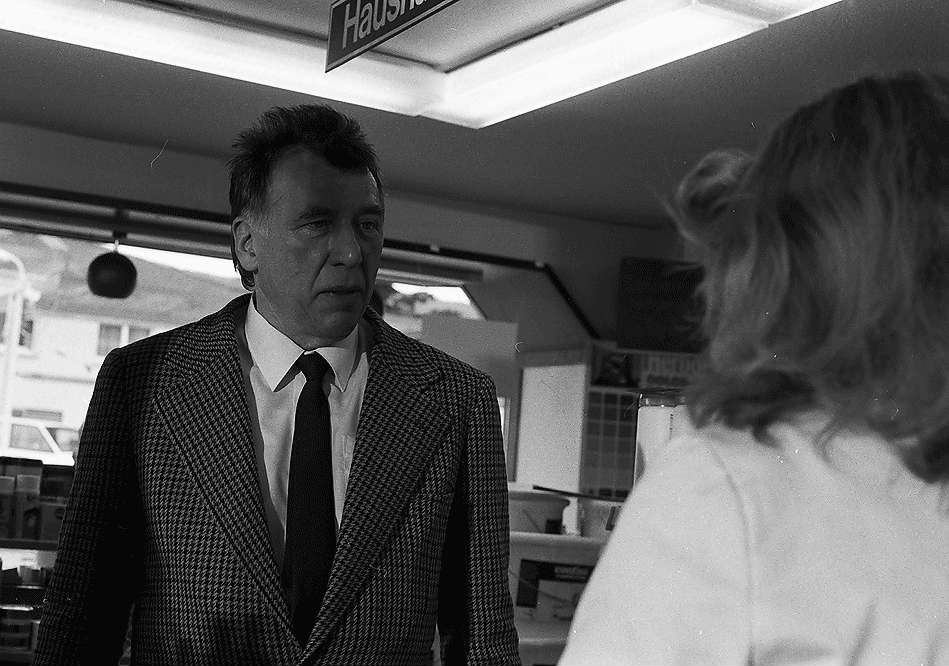
Hubert Suschka (1925–1986)

- Suschke, Stephan (* 1958), deutscher Theaterregisseur und -intendant sowie Autor
- Suschkin, Konstantin Nikolajewitsch (1879–1937), russisch-sowjetischer Eisenbahningenieur
- Suschkin, Pjotr Petrowitsch (1868–1928), russischer Zoologe
- Suschkina, Nadeschda Nikolajewna (1889–1975), russische bzw. sowjetische Bodenkundlerin und Hochschullehrerin
- Suschko, Artjom (* 1993), russischer Volleyballspieler
- Suschko, Chrystyna (1894–1967), ukrainische Medizinerin und Offizierin
- Suschko, Maksim (* 1999), belarussischer Eishockeyspieler
- Suschko, Wadsim (* 1986), belarussischer Eishockeyspieler
- Suschkowa, Marija Wassiljewna (1752–1804), russische Übersetzerin
- Susco, Stephen (* 1972), US-amerikanischer Drehbuchautor, Filmproduzent und Regisseur

### Susd
- Susdalzew, Juri Alexandrowitsch (* 1945), russischer Schwimmer

### Suse
- Suseentran, Archana (* 1994), indische Sprinterin
- Süselbeck, Florian (* 1988), deutscher Musikproduzent, Akustikingenieur und DJ
- Süselbeck, Jan (* 1972), deutscher Literaturwissenschaftler und Hochschullehrer
- Suselbeek, Herman (* 1943), niederländischer Ruderer
- Susemichel, Lea (* 1976), deutsche Journalistin, Autorin und Feministin
- Susemihl, Diedrich Carl (1802–1866), deutscher Architekt und mecklenburgischer Baubeamter
- Susemihl, Ernst (1807–1863), deutscher Übersetzer und Junghegelianer
- Susemihl, Franz (1826–1901), klassischer Philologe
- Susemihl, Gustav (1797–1862), deutscher Burschenschafter, Verwaltungsjurist in dänischen Diensten und Forty-Eighter
- Susemihl, Hans (1888–1972), Oberbürgermeister (SPD) der Seehafenstadt Emden in Ostfriesland
- Susemihl, Heinrich (1862–1942), deutscher Bildnismaler und Illustrator
- Susemihl, Irinej (1919–1999), russisch-orthodoxer Bischof, Metropolit für Wien und Österreich
- Susemihl, Joachim Bernhard (1788–1860), deutscher Verwaltungsjurist in dänischen Diensten
- Susemihl, Johann Conrad (1767–1846), deutscher Zeichner und Kupferstecher
- Susemihl, Johann Joachim (1756–1797), deutscher evangelisch-lutherischer Geistlicher, Superintendent der Evangelischen Kirche
- Susemihl, Johann Theodor (* 1772), deutscher Tiermaler, Kupferstecher und Lithograf
- Susemihl, Norbert (* 1956), deutscher Jazzmusiker (Trompeter, Schlagzeuger, Sänger und Bandleiter)
- Susen, Johannes (* 1950), deutscher Rätselautor und Redakteur an Rätselzeitschriften sowie Veranstalter und Organisator von deutschen und internationalen Rätselmeisterschaften
- Susen, Kurt (1905–1975), deutscher Politiker (SPD), MdA
- Susen, Ludwig (1807–1863), deutscher Elementarlehrer
- Susenbrot, Johannes, deutscher Lateinlehrer und Lehrbuchautor

### Sush
- Sushmita, Aishwarya (* 1994), indische Schauspielerin und Model
- Sushruta, indischer Arzt
- Sushun († 592), 32. Tennō von Japan (587–592)
- Sushy (* 1981), italienische Eurodance-Sängerin

### Susi
- Susi, Arnold (1896–1968), estnischer Jurist, Bildungspolitiker und sowjetischer Regimegegner
- Susi, Carol Ann (1952–2014), US-amerikanische Schauspielerin
- Susi, Dunia (* 1987), englische Fußballspielerin
- Susi, Heino (1925–1987), estnischer Schriftsteller
- Susi, Lenita (* 1996), finnische Schauspielerin
- Susi, Timo (* 1959), finnischer Eishockeyspieler
- Susi, Toomas (* 1975), estnischer Brigadegeneral
- Sušić, Mateo (* 1990), bosnisch-herzegowinischer Fußballspieler
- Sušić, Safet (* 1955), bosnisch-herzegowinischer Fußballspieler und -trainerSafet Sušić (* 1955)

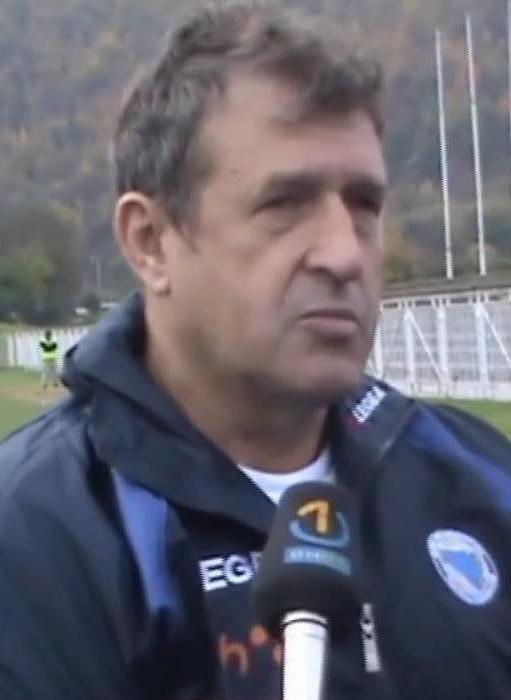
Safet Sušić (* 1955)

- Sušić, Tino-Sven (* 1992), bosnischer Fußballspieler
- Šušić, Veselinka (1934–2018), jugoslawische bzw. serbische Medizinerin
- Sušil, František (1804–1868), tschechischer Priester, Dichter und Schriftsteller
- Susilo, Ronald (* 1979), singapurischer Badmintonspieler
- Susin, Luíz Carlos (* 1949), brasilianischer römisch-katholischer Theologe
- Susini, Jean-Jacques (1933–2017), französischer Politiker, Mitbegründer der Organisation de l'armée secrète (OAS)
- Susiraja, Iiu (* 1975), finnische Künstlerin

### Susk
- Suska, Dariusz (* 1968), polnischer Lyriker
- Suska-Zerbes, Peter (* 1954), deutscher Schriftsteller und Pädagoge
- Šuškavčević, Miki, montenegrinischer Turbo-Folk-Sänger
- Suske, Karl (* 1934), deutscher Geiger
- Suske, Stefan (* 1958), österreichischer Schauspieler und Theaterregisseur
- Suski, Andrzej (* 1941), polnischer Geistlicher, emeritierter römisch-katholischer Bischof von Toruń
- Suski, Jan (* 1964), deutscher Grafiker, Comiczeichner und Illustrator
- Suski, Marian (1905–1993), polnischer Säbelfechter
- Suski, Paweł (* 1964), polnischer Politiker (Platforma Obywatelska), Mitglied des Sejm
- Süskind, Eduard (1807–1874), deutscher Pfarrer, Landwirt und Politiker
- Süskind, Friedrich Gottlieb (1767–1829), deutscher evangelisch-lutherischer Theologe
- Süskind, Hermann (1812–1872), württembergischer Oberamtmann
- Süskind, Martin E. (1944–2009), deutscher Journalist und Autor
- Süskind, Patrick (* 1949), deutscher Schriftsteller und Drehbuchautor
- Suskind, Ron (* 1959), US-amerikanischer Journalist und Autor
- Süskind, Walter (1906–1945), deutscher Kaufmann
- Süskind, Wilhelm Emanuel (1901–1970), deutscher Schriftsteller und Journalist
- Susko, Kamil (* 1974), slowakischer Fußballtormann
- Šušková, Lucia (* 1993), slowakische Fußballspielerin

### Susl
- Susla, Molly (* 1991), US-amerikanische Crosslauf-Sommerbiathletin
- Suslavičius, Rokas (* 1990), litauischer Biathlet
- Suslick, Kenneth S. (* 1952), US-amerikanischer Chemiker
- Suslikow, Sergei (* 1950), sowjetischer Skispringer
- Suslin ha-Kohen, Alexander, deutscher Talmudist
- Suslin, Andrei Alexandrowitsch (1950–2018), russischer Mathematiker
- Suslin, Julia, russische Klavierpädagogin, Herausgeberin
- Suslin, Michail Jakowlewitsch (1894–1919), russischer Mathematiker
- Suslin, Sergei Petrowitsch (* 1944), sowjetischer Judoka
- Suslin, Viktor (1942–2012), russischer Komponist
- Suslin, Wiktor Nikolajewitsch (* 1944), sowjetischer Ruderer
- Suslina, Inna Jewgenjewna (* 1979), russische Handballspielerin
- Susloparow, Iwan Alexejewitsch (1897–1974), sowjetischer Offizier
- Suslov, Tomáš (* 2002), slowakischer Fußballspieler
- Suslow, Kirill Pawlowitsch (* 1991), russischer Fußballspieler
- Suslow, Michail Andrejewitsch (1902–1982), sowjetischer Politiker und enger Mitarbeiter StalinsMichail Andrejewitsch Suslow (1902–1982)

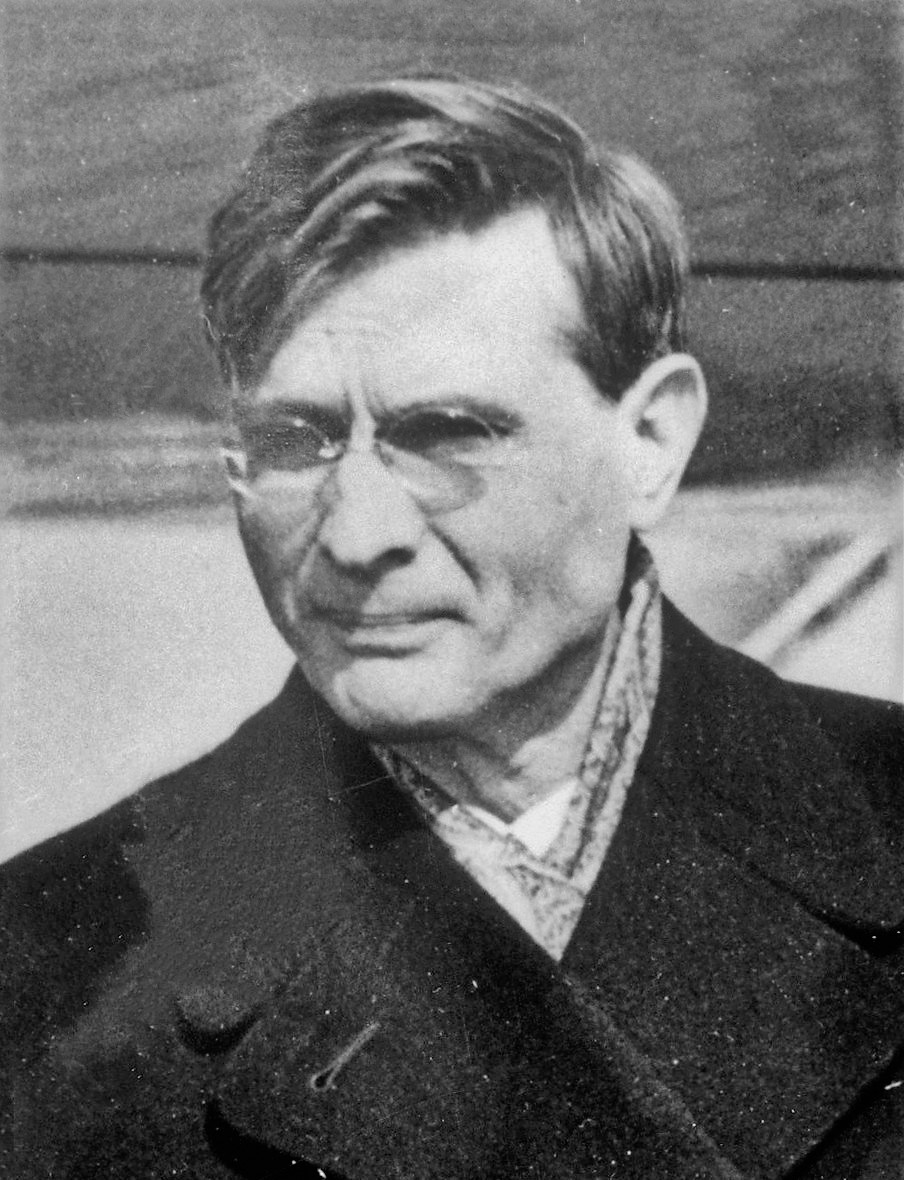
Michail Andrejewitsch Suslow (1902–1982)

- Suslow, Oleh (* 1969), ukrainischer Fußballtorhüter
- Suslowa, Apollinaria Prokofjewna (1839–1918), russische Schriftstellerin
- Suslowa, Iraida (* 1955), sowjetische Skilangläuferin
- Suslowa, Nadeschda Prokofjewna (1843–1918), russische Ärztin

### Susm
- Susman, Galyn (* 1964), US-amerikanische Filmproduzentin und Animatorin
- Susman, Karen (* 1942), US-amerikanische Tennisspielerin
- Susman, Margarete (1872–1966), deutsche Philosophin, Journalistin und Poetin

### Susn
- Šušnja, Leon (* 1993), kroatischer Handballspieler
- Šušnjara, Andrea (* 1987), kroatische SängerinAndrea Šušnjara (* 1987)

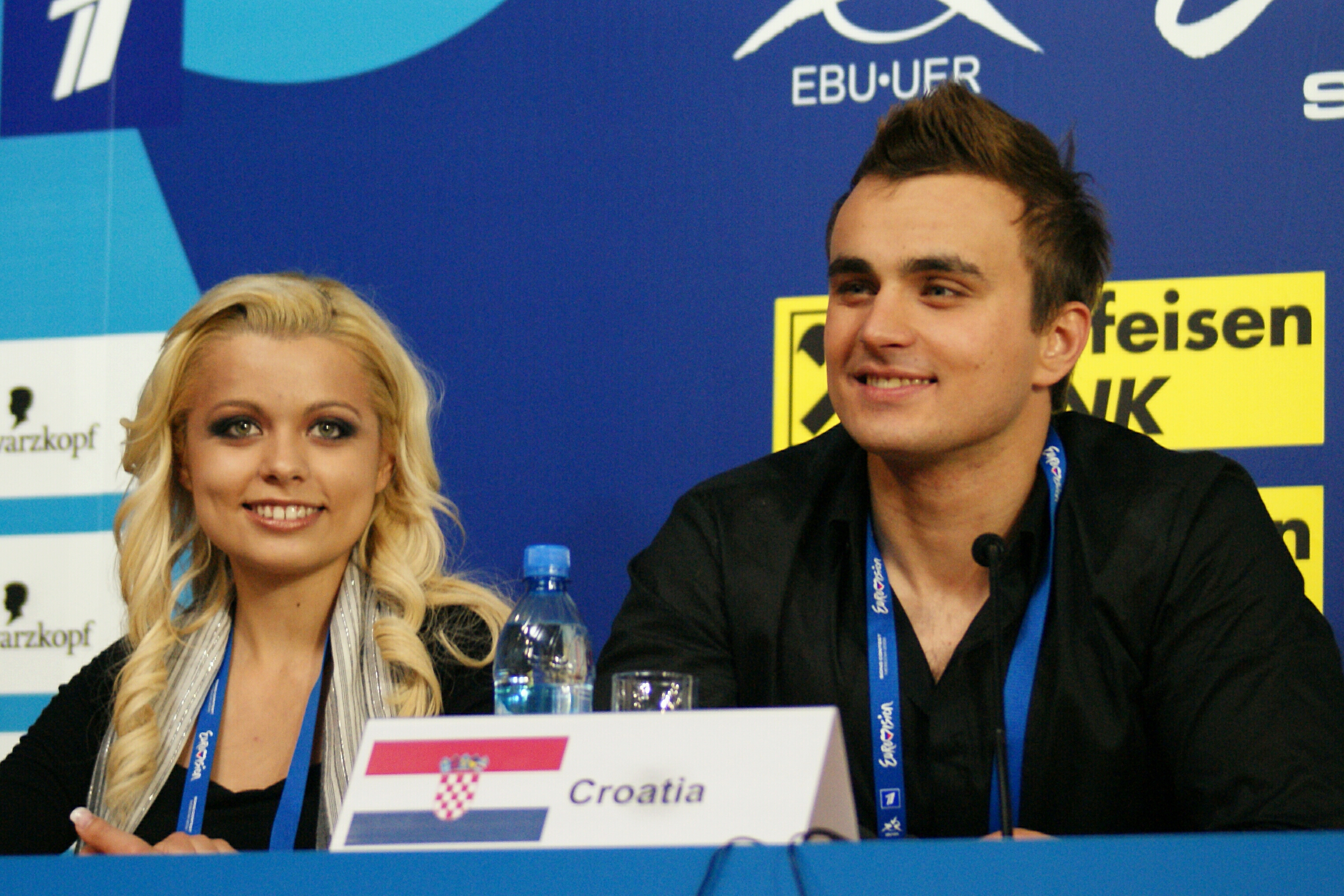
Andrea Šušnjara (* 1987)

- Šušnjara, Josip (* 1971), kroatischer Poolbillardspieler

### Suso
- Suso (* 1993), spanischer Fußballspieler
- Suso Waldeck, Heinrich (1873–1943), österreichischer Geistlicher und Schriftsteller
- Suso, Foday Musa (1950–2025), gambischer Musiker
- Suso, Nyama (1925–1991), gambischer Musiker
- Suso, Saikou (* 1959), gambischer Politiker
- Suso, Sima (* 2005), deutsch-gambischer Fußballspieler
- Šušolová, Valentina (* 1995), slowakische Fußballspielerin

### Suss
- Süß, Birgit (* 1962), deutsche Geräteturnerin
- Süß, Christian (* 1985), deutscher Tischtennisspieler
- Süss, Christian Jürgen (1937–2018), deutscher Dirigent
- Süß, Christine, deutsche Fußballspielerin
- Süß, Christoph (* 1967), deutscher Kabarettist und FernsehmoderatorChristoph Süß (* 1967)

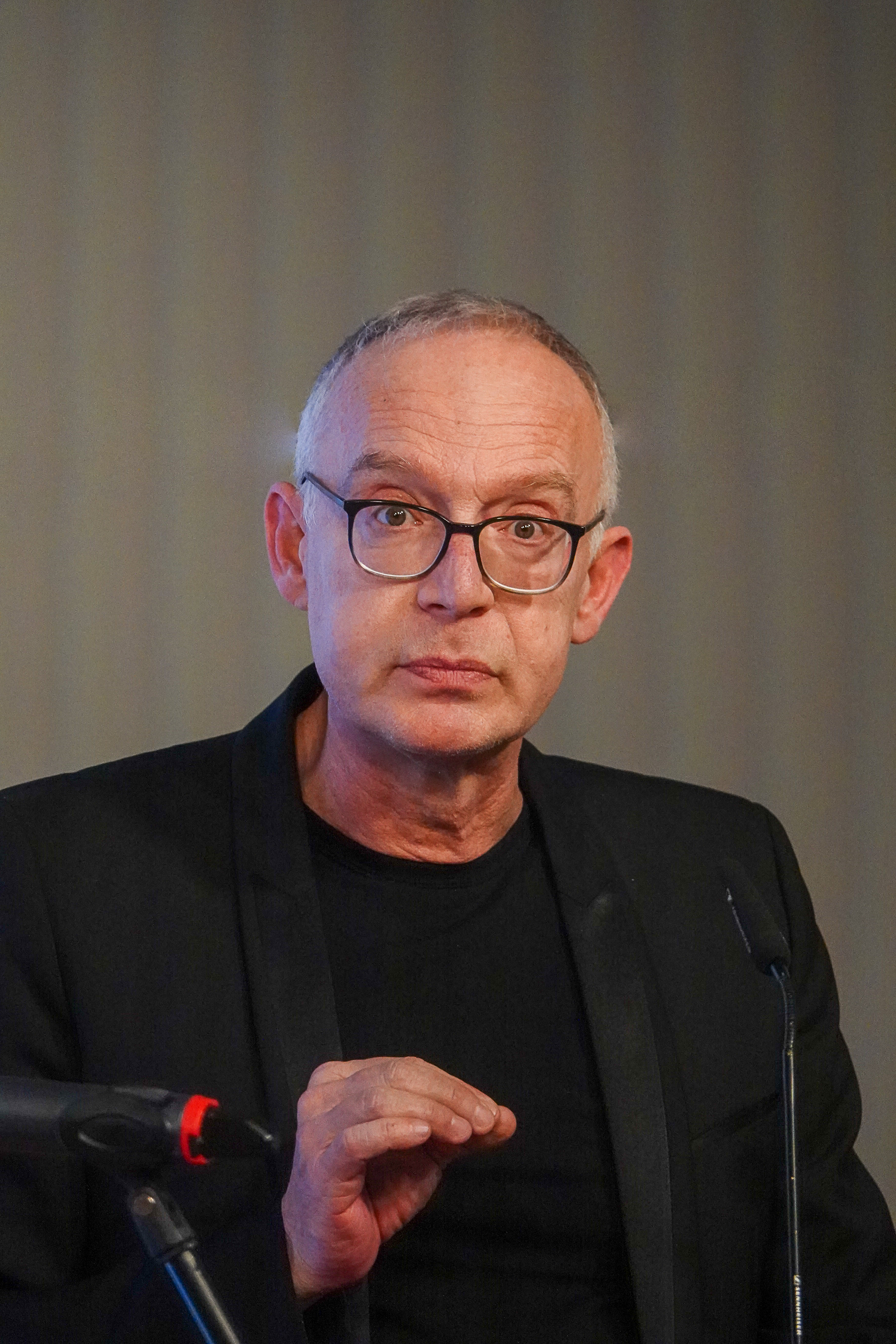
Christoph Süß (* 1967)

- Süß, David (* 1989), österreichischer Politiker und Bauernbunddirektor
- Süß, Dietmar (* 1973), deutscher Historiker
- Süß, Erhard (* 1958), deutscher Fußballspieler
- Süss, Esther (* 1974), Schweizer Mountainbikerin
- Süß, Gustav Adolf (1927–2016), deutscher Geschichtsdidaktiker und Historiker
- Süss, Hans, deutscher Orgelbauer in Köln
- Süß, Hans (1935–2009), deutscher Militär, Generalmajor der LSK/LV der Nationalen Volksarmee
- Süß, Heidi (* 1986), deutsche Soziologin, Autorin, Dozentin und Referentin
- Süß, Heinz-Martin (* 1950), deutscher Psychologe
- Süß, Herbert (1931–2007), deutscher Diplomat
- Süß, Herbert (* 1939), deutscher Bankmanager
- Süß, Hermann (1932–2019), deutscher Zugführer und Jiddistikforscher
- Süß, Joachim (* 1932), deutscher Zitherspieler, Mundartsänger und -sprecher
- Süß, Johann Christian (1923–1945), deutscher Marinesoldat und Opfer der nationalsozialistischen Gewaltherrschaft
- Süss, Katrin (* 1964), deutsche Künstlerin
- Süß, Klaus (* 1951), deutscher Künstler
- Süß, Lara (* 1991), deutsche Improvisationsmusikerin (Gesang, Körper) und Sprachkünstlerin
- Süß, Michael (* 1963), deutscher Maschinenbauer und ManagerMichael Süß (* 1963)

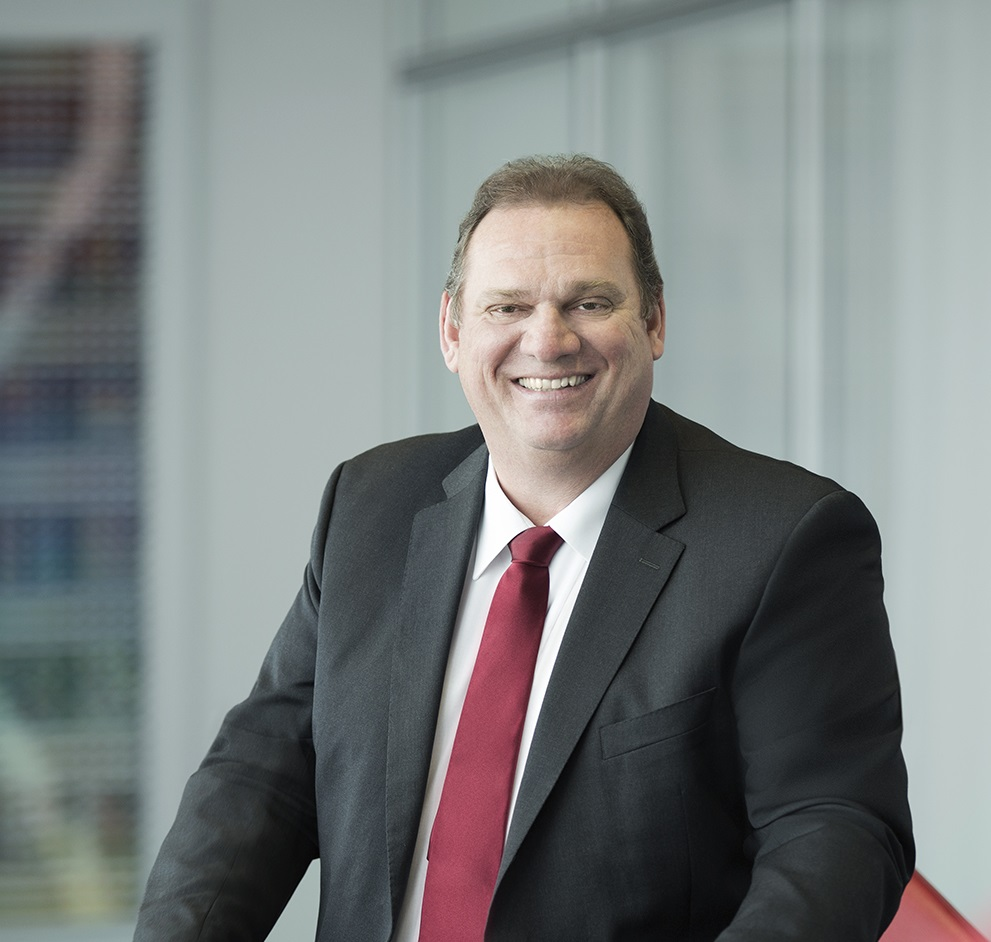
Michael Süß (* 1963)

- Süß, Olaf (1968–1998), deutscher Rallyefahrer
- Süss, Orlando (* 1991), österreichischer Film- und Theaterschauspieler
- Süß, Paul (1921–2012), deutscher Fußballspieler (DDR)
- Süß, Paul († 1999), deutscher Radrennfahrer
- Süß, Peter (* 1964), deutscher Buch-, Drehbuch- und Theaterautor
- Süß, Philip (* 1998), deutscher Synchronsprecher und Filmemacher
- Süß, Rahel (* 1987), deutsche Politikwissenschaftlerin
- Süß, Reiner (1930–2015), deutscher Kammersänger, Entertainer und Politiker (SPD), MdA
- Süß, Rüdiger (1972–1998), deutscher Rallyefahrer
- Süß, Sarah (* 1992), deutsche Politikerin (SPD)
- Süß, Stefan (* 1974), deutscher Wirtschaftswissenschaftler
- Süss, Theodor (1892–1961), deutscher Rechtswissenschaftler
- Süss, Thomas (* 1962), deutscher Fußballspieler
- Süß, Tina (* 1978), deutsche Fußballspielerin
- Süß, Vinzenz Maria (1802–1868), Schriftsteller und Gründer des Salzburger Museums Carolino Augusteum
- Süß, Walter (* 1947), deutscher Historiker
- Süß, Wilhelm (1882–1969), deutscher klassischer Philologe
- Süss, Wilhelm (1895–1958), deutscher Mathematiker (Geometrie, Differentialgeometrie)
- Süß, Winfried (* 1966), deutscher Historiker
- Süß, Wolfgang (* 1934), deutscher Politiker (SED, PDS)
- Süß, Wolfgang (* 1940), deutscher Pharmazeut und Politiker (DDR-CDU, CDU), MdL
- Süss-Fink, Georg (* 1950), deutscher Chemiker
- Sussanin, Iwan († 1613), russischer Nationalheld (Zeit der Wirren)Iwan Sussanin († 1613)

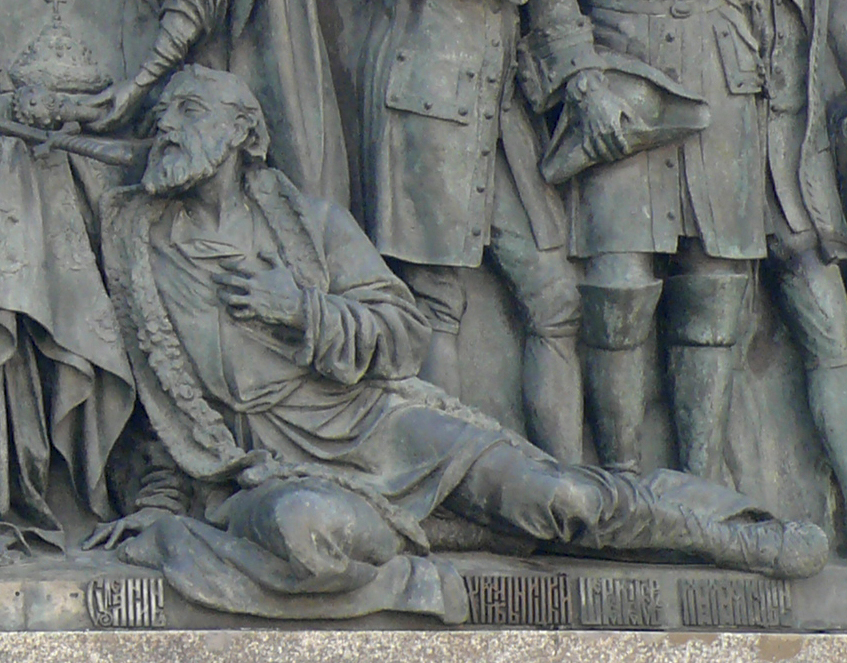
Iwan Sussanin († 1613)

- Sussdorf, Julius Gottfried (1822–1890), deutscher Apotheker und Chemiker
- Sussdorf, Max von (1855–1945), deutscher Veterinärmediziner und Hochschullehrer
- Süße, Andreas († 1705), königlich-polnischer und kurfürstlich-sächsischer Oberbergmeister
- Susse, Léon (1844–1910), französischer Kunsthändler und Segler
- Süße-Krause, Uta (* 1955), deutsche Photographin und Musikerin
- Sußebach, Henning (* 1972), deutscher Journalist
- Sussek, Patrick (* 2000), deutscher Fußballspieler
- Süssekind, Arnaldo (1917–2012), brasilianischer Jurist und Politiker
- Süssekind, Flora (* 1955), brasilianische Literaturwissenschaftlerin
- Süßemann, Johannes, deutscher Bildhauer
- Süßemilch, Laura (* 1997), deutsche RadsportlerinLaura Süßemilch (* 1997)

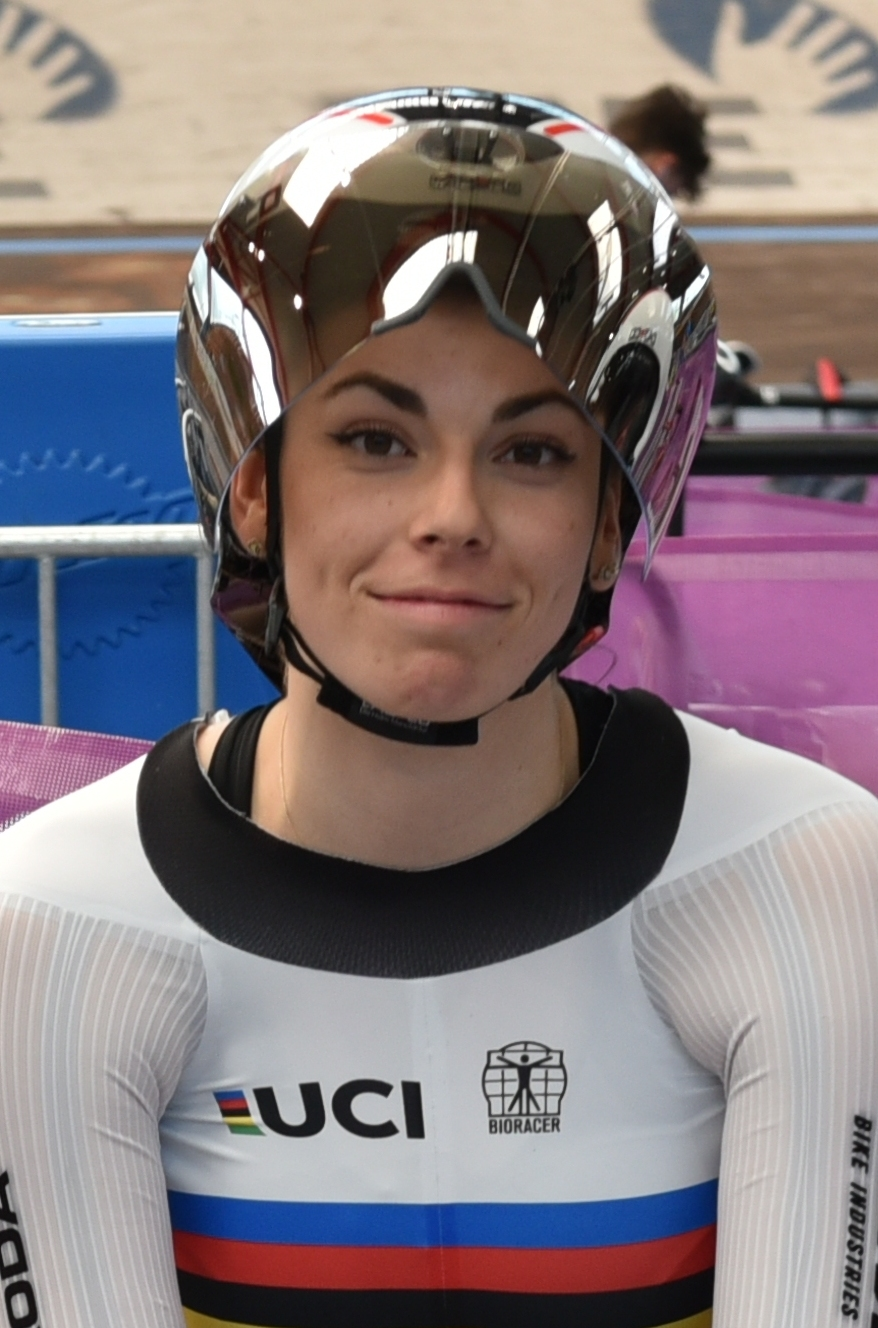
Laura Süßemilch (* 1997)

- Süßenbach, Fritz (1897–1979), deutscher Schauspieler, Hörspielsprecher und Theaterregisseur
- Süssenbach, Hansi (* 1965), deutscher Schlagersänger
- Süßenberger, Erich (1911–2007), deutscher Meteorologe, Präsident des DWD (1966–1977)
- Süssenguth, Arnim (1902–1964), deutscher Schauspieler und Theaterregisseur
- Süßenguth, Georg (1862–1947), deutscher Architekt
- Süssenguth, Hans (1913–2002), deutscher Manager
- Süßenguth, Heinrich (1819–1871), deutscher Jurist und Politiker, MdL
- Süssenguth, Richard (* 1914), deutscher Schauspieler und Hörspielsprecher
- Süsser, Mike (* 1971), deutscher KochMike Süsser (* 1971)

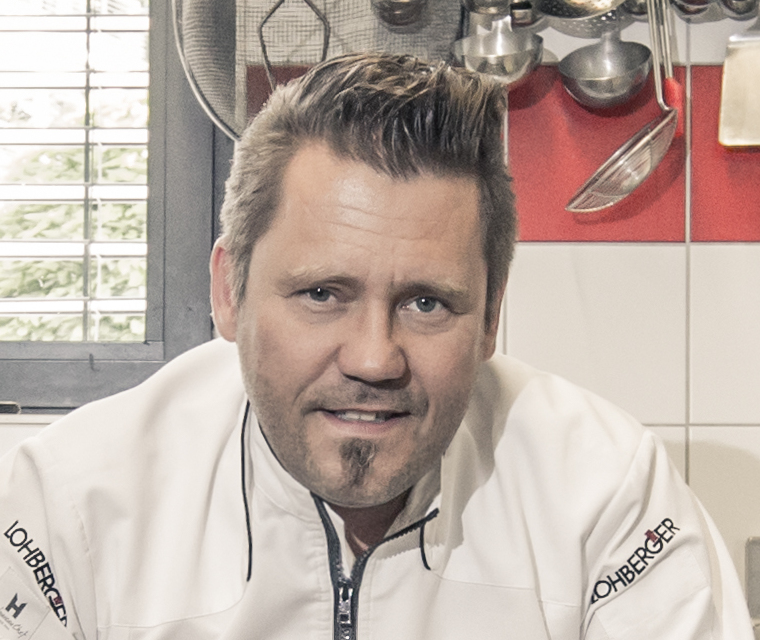
Mike Süsser (* 1971)

- Susser, Siegfried (* 1953), deutscher Fußballspieler
- Susser, Spencer (* 1977), US-amerikanischer Filmregisseur, Drehbuchautor und Produzent
- Susset, Egon (1929–2013), deutscher Politiker (CDU), MdB, Landwirt und Weingärtner
- Susset, Franz (1932–2023), deutscher Kommunalpolitiker (CDU)
- Susset, Oswald (1860–1945), württembergischer Oberamtmann und Regierungsrat
- Süssheim, Karl (1878–1947), deutscher Historiker und Orientalist
- Süßheim, Max (1876–1933), deutscher Jurist und bayerischer Politiker
- Šušši, Herrscher der ersten Meerland-Dynastie
- Sussiek, Christina (* 1960), deutsche Leichtathletin und Olympiateilnehmerin
- Sussin, Mathilde (1876–1943), österreichische Schauspielerin
- Sussja von Hanipol († 1800), chassidischer Rabbiner
- Süßkind von Trimberg, deutscher Spruchdichter
- Süßkind, Heinrich (1895–1937), kommunistischer Politiker und Journalist
- Süßkind, Johann Gottlieb von (1767–1849), deutscher Bankier
- Süsskind, Lala (* 1946), deutsche jüdische Verbandsfunktionärin
- Susskind, Leonard (* 1940), US-amerikanischer Physiker, Mitbegründer der String-Theorie
- Susskind, Richard (* 1961), britischer Jurist
- Susskind, Steve (1942–2005), US-amerikanischer Film- und Fernseh-Schauspieler
- Susskind, Walter (1913–1980), englischer Dirigent tschechischer Herkunft
- Süßkind-Schwendi, Alexander von (1903–1973), deutscher Ministerialbeamter
- Süßkind-Schwendi, Richard von (1854–1946), preußischer General der Infanterie, Herr auf Bächingen und Ehrenkommendator des Johanniterordens
- Süssli, Thomas (* 1966), Schweizer Berufsoffizier und Manager
- Süßlin, Jürgen, deutscher Basketballspieler
- Süßmair, Alexander (* 1977), deutscher Politiker (Die Linke), MdB
- Sussman Yalow, Rosalyn (1921–2011), US-amerikanische Physikerin und Nuklearmedizinerin
- Sussman, Alfred S. (1919–2001), US-amerikanischer Botaniker und Mykologe
- Sussman, Brian (* 1956), konservativer Talkradio-Moderator in den USA
- Sussman, Gerald Jay (* 1947), US-amerikanischer Informatiker
- Sussman, Josh (* 1983), US-amerikanischer Schauspieler
- Sussman, Kevin (* 1970), US-amerikanischer SchauspielerKevin Sussman (* 1970)

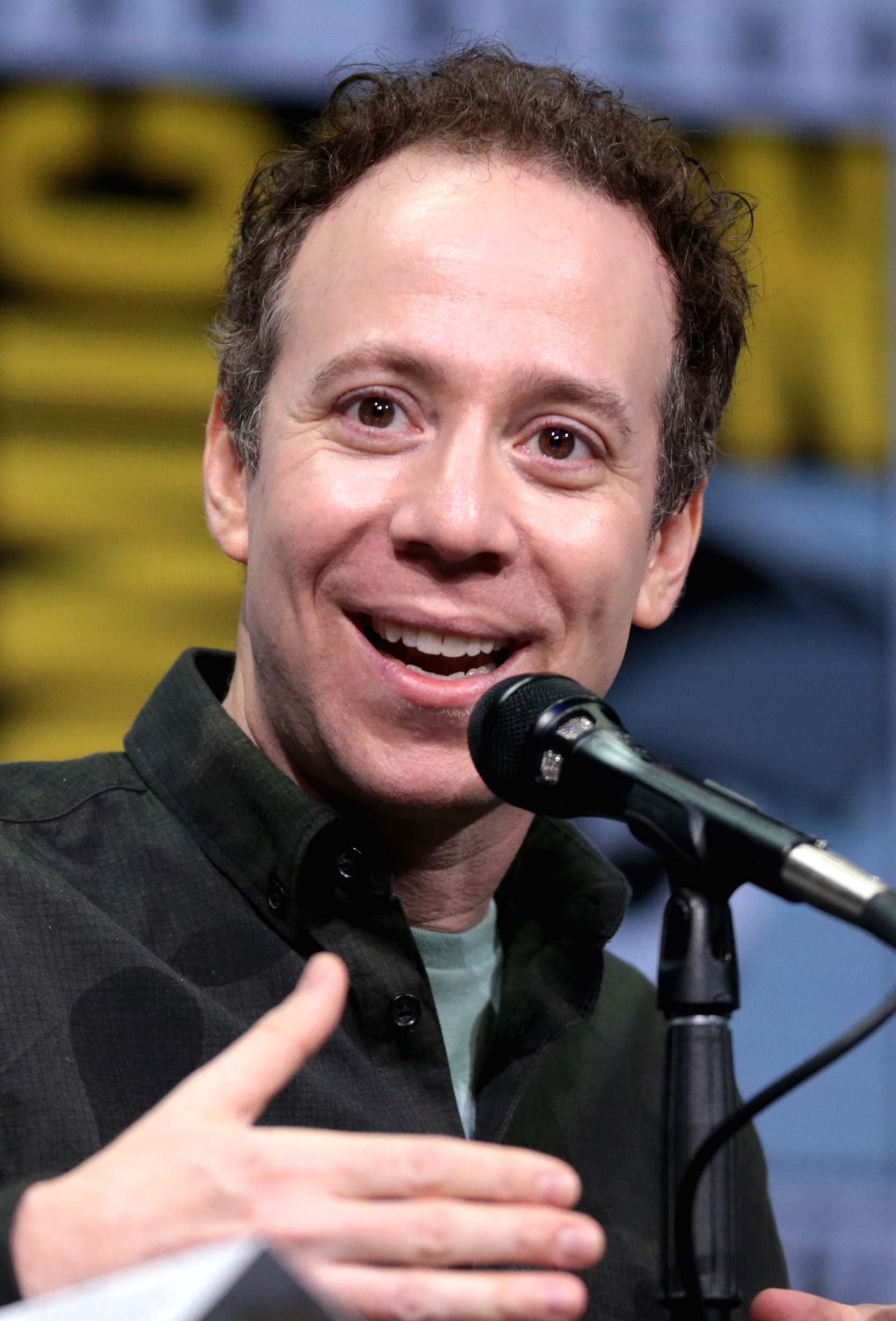
Kevin Sussman (* 1970)

- Sussman, Marvin B. (1918–2007), US-amerikanischer Soziologe
- Sussman, Michael (* 1967), US-amerikanischer Drehbuchautor und Filmproduzent
- Sussman, Paul (1966–2012), britischer Schriftsteller und Journalist
- Sussman, Richard (* 1946), US-amerikanischer Jazz- und Fusion Bassist, Pianist, Komponist, Arrangeur und Hochschullehrer
- Süßmann, Christel (1922–2012), deutsche Schriftstellerin und Malerin
- Sußmann, Eduard (1896–1965), deutscher Politiker (FDP)
- Sussmann, Eliezer, Synagogenmaler
- Süßmann, Franz (1926–1987), deutscher Fußballspieler
- Süßmann, Georg (1928–2017), deutscher Physiker
- Süssmann, Gunilla (* 1977), norwegische Pianistin
- Süßmann, Gustav (1923–1999), rechtsextremer Publizist und Amateurhistoriker
- Süßmann, Hans (1862–1939), deutscher lutherischer Theologe und Generalsuperintendent der Generaldiözesen Aurich und Hannover
- Sußmann, Hans (1897–1985), deutscher Widerstandskämpfer, Kommunalpolitiker und Lokalhistoriker
- Sussmann, Heinrich (1904–1986), österreichischer Maler, Illustrator und Bildkünstler und Überlebender der Shoa
- Süßmann, Inge, deutsche Tischtennisspielerin
- Sussmann, Jana (* 1990), deutsche Leichtathletin
- Süßmann, Johannes (* 1964), deutscher Historiker
- Süßmann, Roland, deutscher Tischtennisspieler
- Süssmann, Wilhelm (1891–1941), deutscher Generalleutnant der Luftwaffe im Zweiten Weltkrieg
- Sussmann-Hellborn, Louis (1828–1908), deutscher Bildhauer, Maler, Kunstsammler und Unternehmer
- Süßmayr, Alois (1825–1885), deutscher Kirchen- und Historienmaler, Zeichner und Zeichenlehrer
- Süssmayr, Florian (* 1963), deutscher Maler
- Süßmayr, Franz Xaver (1766–1803), österreichischer Komponist
- Süßmeier, Richard (1930–2020), deutscher Gastwirt und HotelierRichard Süßmeier (1930–2020)

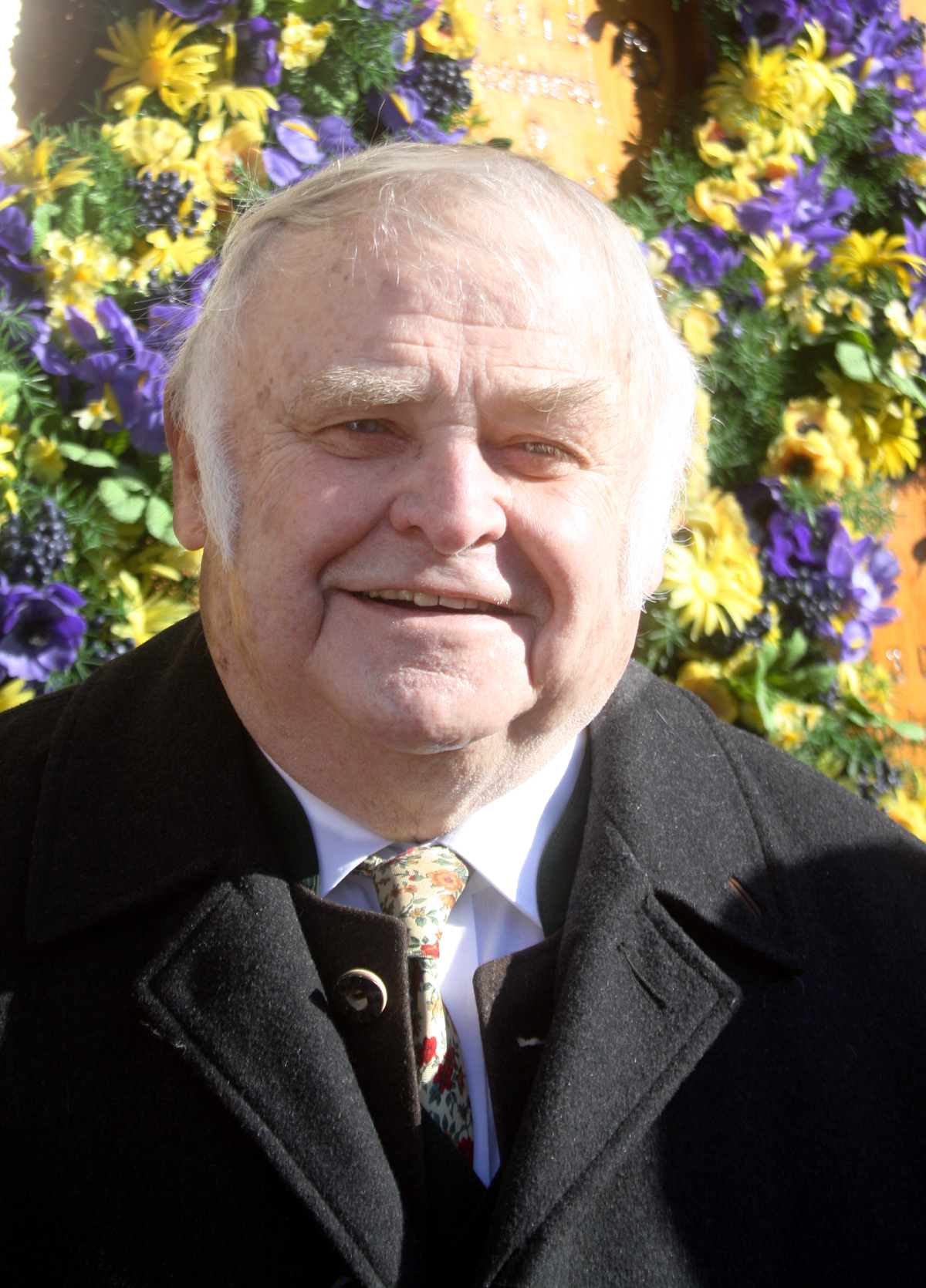
Richard Süßmeier (1930–2020)

- Süßmilch genannt Hörnig, Karl Friedrich von (1788–1864), sächsischer Generalmajor
- Süßmilch, Bernhard von (1867–1923), sächsischer Oberst und Träger des Kommandeurkreuz II. Klasse des Militär-St.-Heinrichs-Ordens
- Süßmilch, Johann Peter (1707–1767), deutscher Pfarrer, Statistiker und Demograph
- Süßmilch, Moritz von (1823–1892), deutscher Kartograf
- Süßmilch, Nicole (* 1980), deutsche Popsängerin
- Süßmilch, Sophia (* 1983), deutsche Medienkünstlerin und Feministin
- Süßmuth, Bernd (* 1972), deutscher Wirtschaftswissenschaftler und Hochschullehrer
- Süßmuth, Gernot (* 1963), deutscher Geiger und Politiker (BSW)
- Süssmuth, Hans (1935–2020), deutscher Historiker, Geschichtsdidaktiker und Hochschullehrer
- Süßmuth, Richard (1900–1974), deutscher Glashersteller und Designer
- Süssmuth, Rita (* 1937), deutsche Politikerin (CDU)Rita Süssmuth (* 1937)

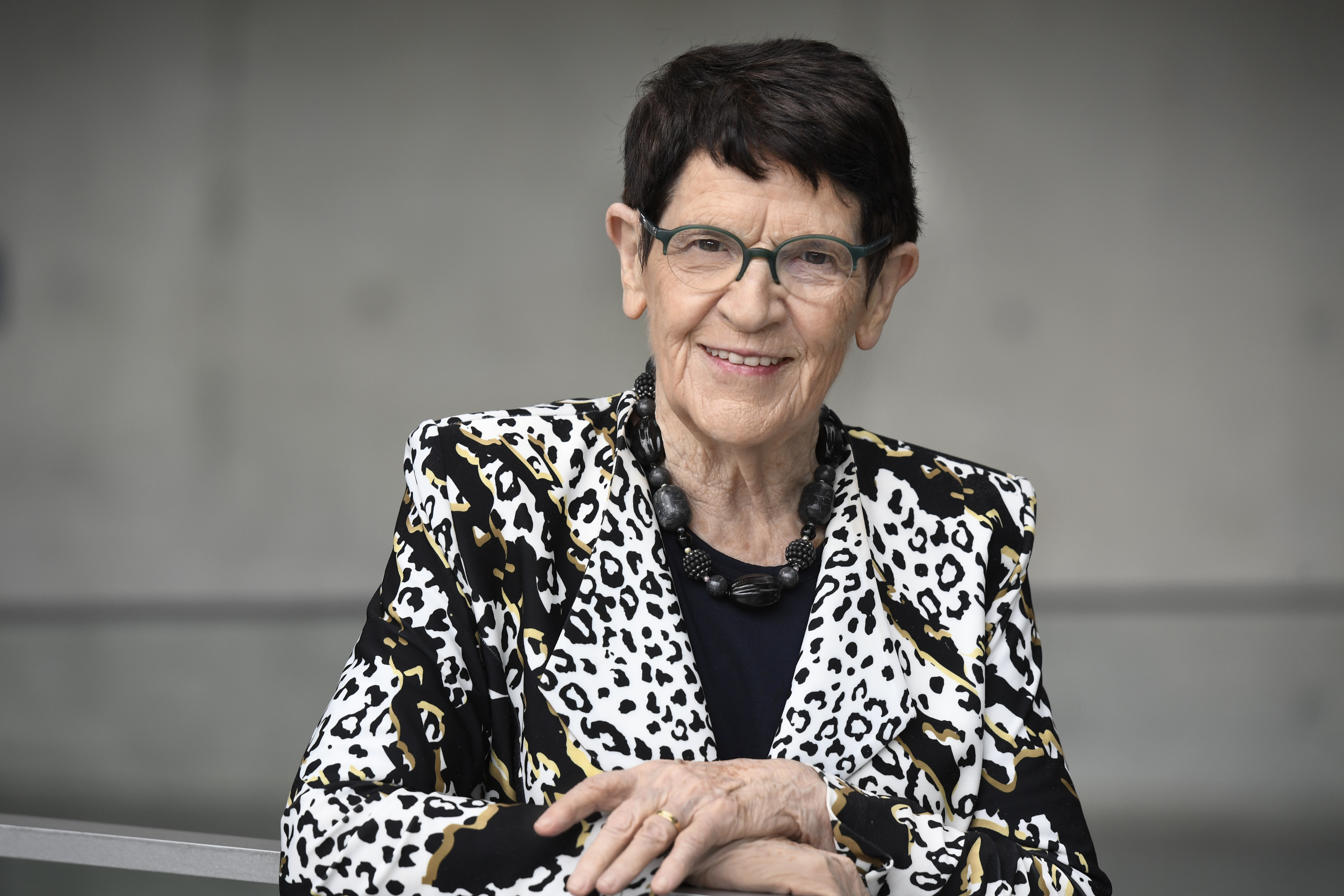
Rita Süssmuth (* 1937)

- Süssmuth, Roderich (* 1971), deutscher Chemiker, Biochemiker und Hochschullehrer
- Süßmuth, Roland (* 1934), deutscher Mikro- und Molekularbiologe
- Süßnapp, Carl (1828–1891), deutscher Porträtmaler, Kupferstecher und Lithograf
- Süßner, Conrad Max, deutscher Bildhauer
- Süßner, Jeremias (1653–1690), deutscher Bildhauer
- Süßner, Steffen (* 1979), deutscher Fußballspieler
- Susso, Bamba (* 2002), gambischer Fußballspieler
- Susso, Papa (* 1947), gambischer Musiker
- Süsstrunk, August (1915–1994), Schweizer Geophysiker, Professor an der Universität Bern und späterer Vizedirektor am Lehrerseminar Wettingen
- Süsstrunk, Sabine (* 1962), Schweizer Informatikerin und Hochschullehrerin

### Sust
- Šust, Jiří (1919–1995), tschechischer Filmkomponist
- Susta, Gianluca (* 1956), italienischer Politiker, MdEP und Senator
- Šustáčková, Markéta (* 1997), tschechische Handballspielerin
- Šuštar, Alojzij (1920–2007), slowenischer Erzbischof von Ljubljana (1980–1997)
- Šuštar, Franc (* 1959), slowenischer Geistlicher, Weihbischof in Ljubljana
- Šuštaršič, Marko (1927–1976), jugoslawischer Maler und Grafiker
- Šuštaršič, Matevž (* 2001), slowenischer Sprinter
- Šustauskas, Vytautas (1945–2023), litauischer Politiker
- Susteck, Dominik (* 1977), deutscher Komponist und Organist
- Susteck, Sebastian, deutscher Germanist
- Šustera, Miroslav (1878–1961), tschechoslowakischer Leichtathlet und Ringer
- Süsterhenn, Adolf (1905–1974), deutscher Politiker (CDU), MdL, MdB, Minister, RechtsanwaltAdolf Süsterhenn (1905–1974)

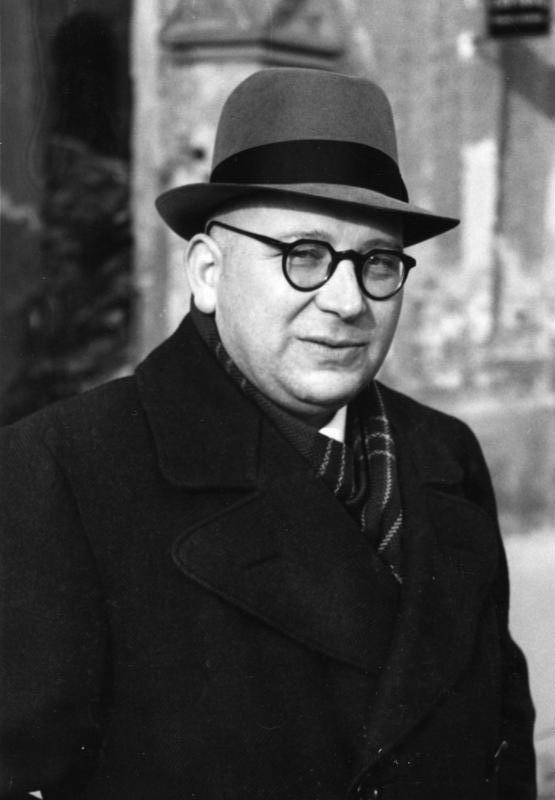
Adolf Süsterhenn (1905–1974)

- Šusteršič, Ivan (1863–1925), slowenischer Rechtsanwalt und katholisch-nationaler Politiker
- Šušteršič, Izidor (* 1977), slowenischer Snowboarder
- Šušteršič, Martin (* 1992), slowenischer Fußballspieler
- Šustková, Jana (* 1998), tschechische Handballspielerin
- Šustr, Andrej (* 1990), tschechischer Eishockeyspieler
- Šustr, Vratislav (* 1959), tschechoslowakischer Radrennfahrer
- Sustrate, Nils (1931–1999), deutscher Musiker, Fernsehkomponist und Musiklehrer an Schulen und Hochschulen
- Sustris, Friedrich († 1600), deutsch-niederländischer Maler, Dekorateur und Architekt
- Sustris, Lambert, niederländischer Künstler und Maler

### Susu
- Şuşud, Hasan Lütfî (1902–1988), türkischer Sufimeister und Naqshbandi-Historiker
- Susukida, Kyūkin (1877–1945), japanischer Lyriker und Essayist
- Susuri, Sara (* 2004), kosovarische Sprinterin

### Susw
- Suswam, Peter (* 1991), nigerianischer Fußballspieler

### Susz
- Suszka, Agata (* 1971), polnische Biathletin
- Suszka, Marek (* 1983), polnischer Handballspieler
- Suszko, Roman (1919–1979), polnischer Mathematiker und Logiker
- Susztak, Katalin, ungarisch-amerikanische Wissenschaftlerin und Nephrologin
- Suszyńska-Bartman, Maria (1906–1991), polnische Schriftstellerin
- Suszyński, Władysław (1898–1968), polnischer Geistlicher